# Pamphobeteus augusti
Pamphobeteus augusti là một loài nhện trong họ Theraphosidae.
Loài này thuộc chi Pamphobeteus. Pamphobeteus augusti được Eugène Simon miêu tả năm 1889.